# Synsphyronus heptatrichus
Synsphyronus heptatrichus es una especie de arácnido del orden Pseudoscorpionida de la familia Garypidae.

## Distribución geográfica
Se encuentra en Australia.